# Mas Negre (Púbol, la Pera)
El Mas Negre és una obra de la Pera (Baix Empordà) inclosa a l'Inventari del Patrimoni Arquitectònic de Catalunya.

## Descripció
Situat al nucli de Riuràs, és un casal desenvolupat a partir d'una estructura original simple, a la qual s'hi ha anat afegint diversos cossos al llarg del temps. La façana principal presenta una porta d'accés allindada, al primer pis hi ha dos balcons amb decoració a les llindes, una de les quals duu la data del 1767, i el pis de les golfes mostra dues obertures allindanades. Hi ha una construcció cilíndrica bastida damunt d'un pou, amb barana superior.
El conjunt és de pedra, amb cobertes de teula a una i dues vessants.

## Història
L'origen del mas Negre pot situar-se en el segle xv. El propietari actual té documents d'inicis d'aquell segle (1409) que fan referència a Pere Negre. No obstant això, l'edifici actual és el resultat d'una obra feta en la seva major part durant el segle xviii.